# Yokohama Stadium
O Yokohama Stadium é um estádio de beisebol localizado em Yokohama, no Japão, foi inaugurado em 1978, tem capacidade para 30.000 espectadores, é a casa do time Yokohama DeNA BayStars da NPB, já recebeu vários shows incluíndo a gravação de VHS de Michael Jackson, o estádio receberá jogos de beisebol nos Jogos Olímpicos de 2020.